# Lathyrus bauhinii
Lathyrus bauhinii är en ärtväxtart som beskrevs av P.A.Genty. Lathyrus bauhinii ingår i släktet vialer, och familjen ärtväxter. Inga underarter finns listade i Catalogue of Life.

## Bildgalleri

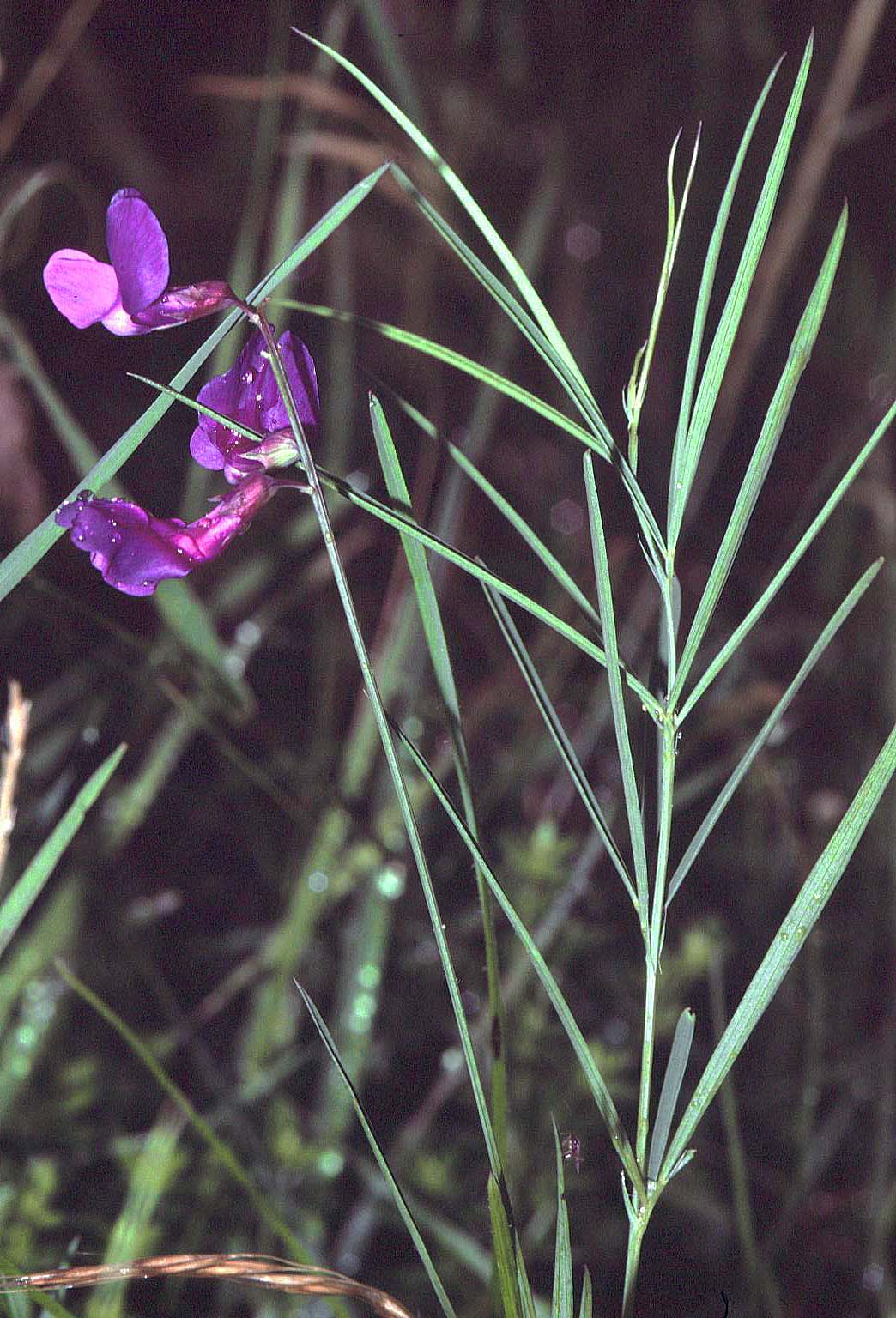
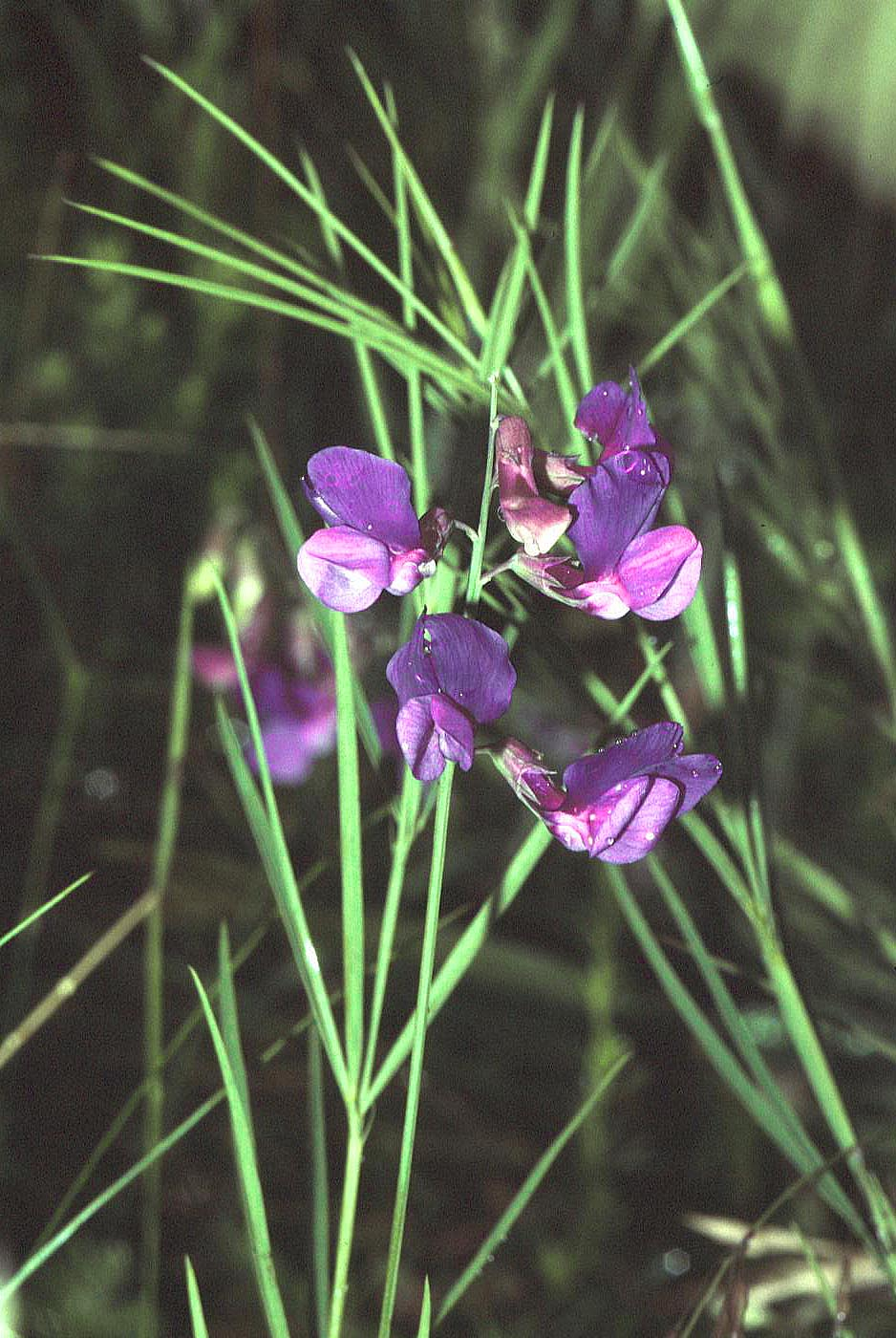
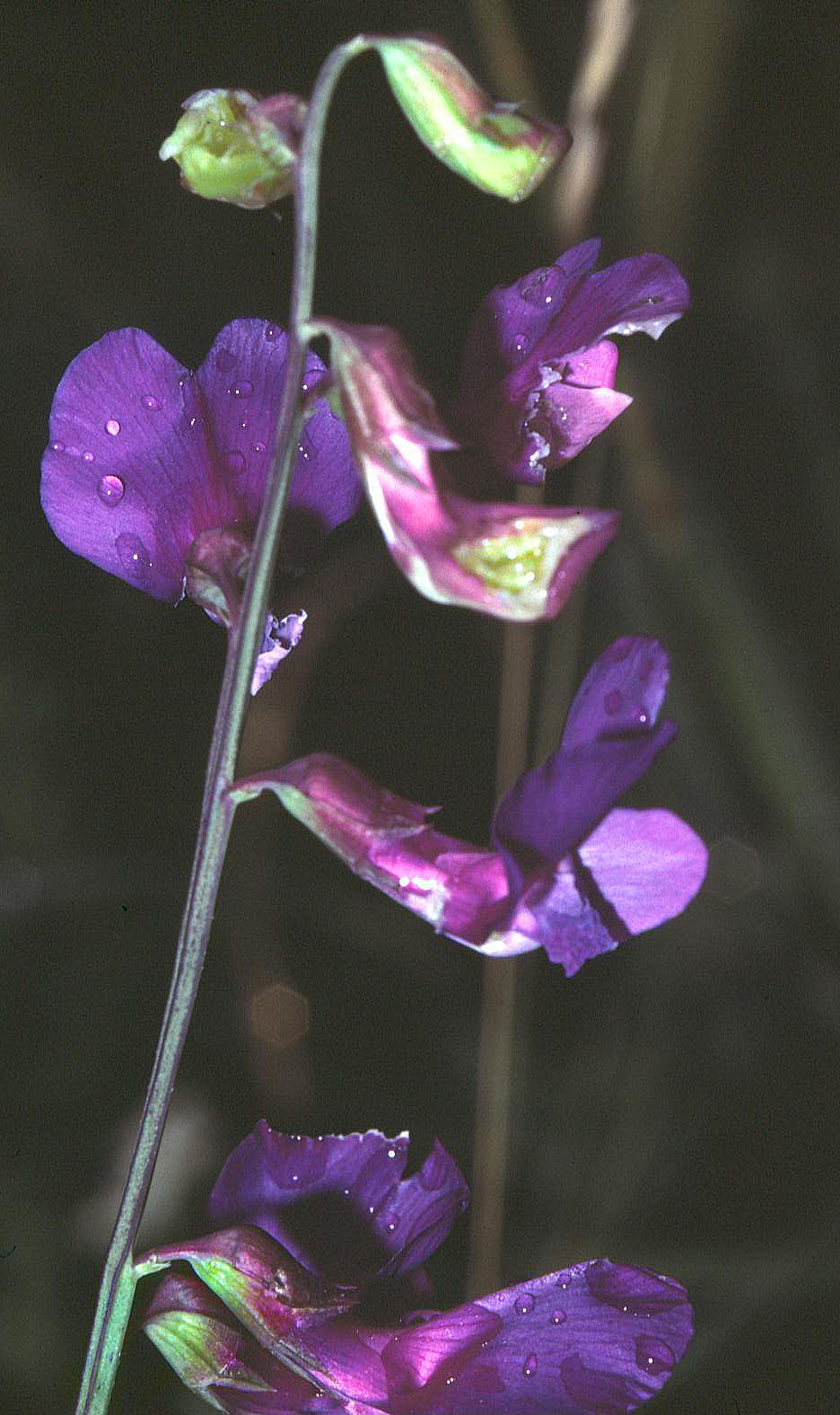
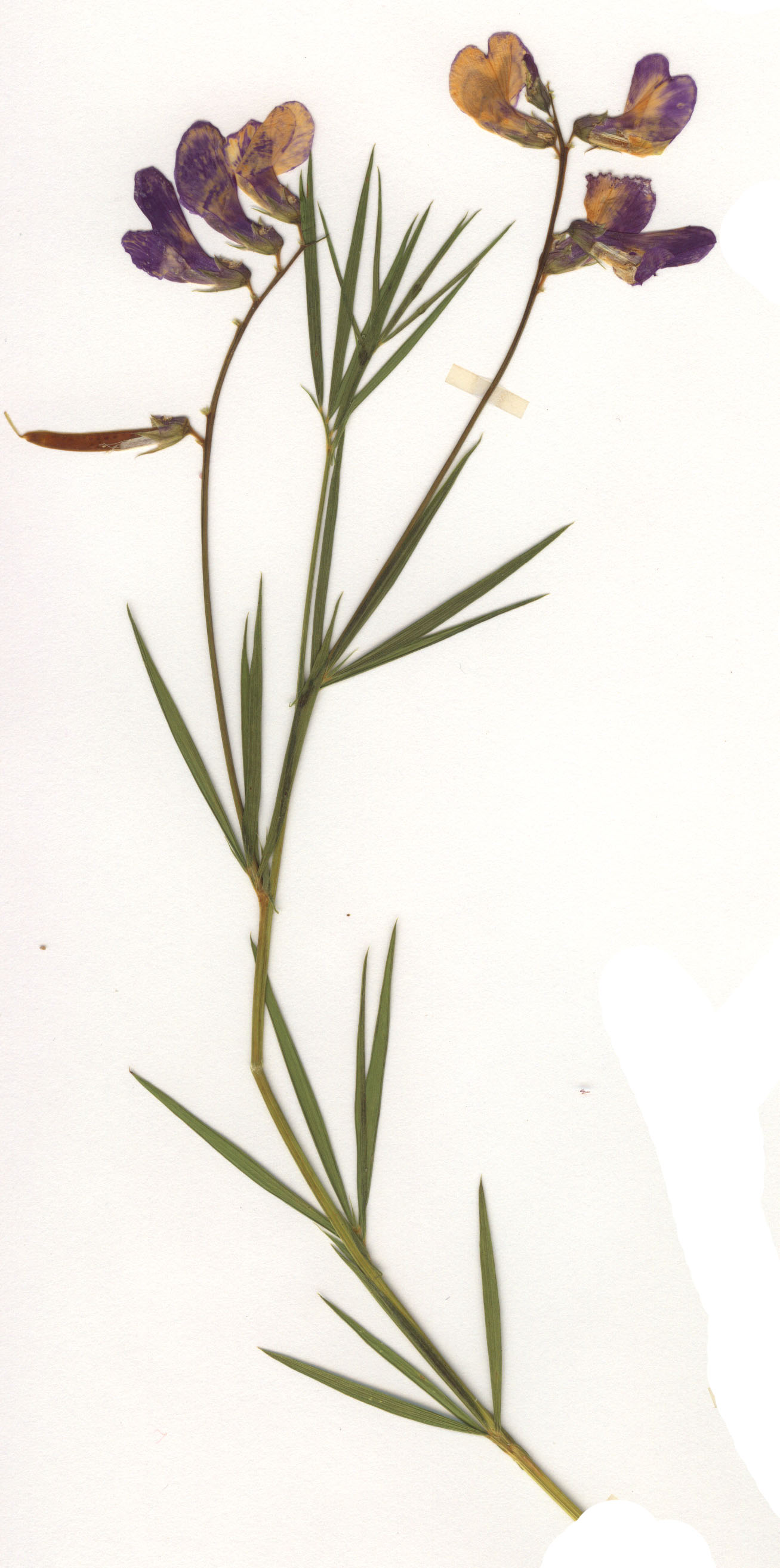